# Jan Verroken
Joannes Josephus Verroken, surnommé Jan, né à Melden le 30 janvier 1917 et mort à Muizen le 24 juillet 2020,, est un politicien belge.

## Biographie
Jan Verroken, né le 30 janvier 1917, a été bourgmestre d'Audenarde, président du groupe CVP à la Chambre. Il a été député élu d'Audenarde de 1950 à 1981. Il fut membre de l'assemblée parlementaire européenne et du conseil Benelux.
Il est souvent présenté en Belgique francophone comme l'homme du slogan « Walen buiten » (les Wallons dehors) scandé par les étudiants flamands de l'université de Louvain au cours de l'affaire de Louvain. Ces troubles allaient déboucher sur la scission de l'université en deux établissements distincts, la Katholieke Universiteit Leuven (KUL) et l'université catholique de Louvain (UCL) qui allait se faire progressivement et sur la chute du gouvernement au pouvoir à l'époque, présidé par le PSC Paul Vanden Boeynants. Cette crise allait en outre provoquer la scission linguistique du parti démocrate-chrétien, auquel appartenaient tant Verroken que Vanden Boeynants, en deux partis autonomes distincts.
Dans une interview accordée en mars 2016 au journaliste Pierre Havaux, Verroken minimise son rôle dans l'affaire et explique que « toute la philosophie de la scission n'a jamais été qu'une exigence wallonne » et qu'il n'y a « jamais eu en Flandre un projet de former un gouvernement séparatiste, comme cela a été le cas en Wallonie durant la Question royale ».